# HD 171653
HD 171653，又名BD+65 1276，SAO 17912、HR 6979，是一颗恒星，视星等为6.59，位于銀經95.35，銀緯26.57，其B1900.0坐标为赤經18h 30m 56.8s，赤緯+65° 26.57′ 31″。